# ۱۸۹۷ (میلادی)
سال ۱۸۹۷ (هزار و هشتصد و نود و هفت) میلادی، هشتمین سال از دهه ۱۸۹۰ در سده ۱۹ میلادی بود

## رویدادها
نیروی دریای بریتانیادر 27 آگوست باپادشاهی زنگبار وارد جنگ شد این جنگ 38 دقیقه ایی  به
عنوان کوتاه‌ترین جنگ تاریخ بشر ثبت شده است .
مخابرات بی‌سیم رادیویی حدود سال ۱۸۹۷ میلادی توسط گولیلمو مارکونی ابداع شد

## مرگ‌ها
- ۱۹ فوریه – کارل وایرشتراس، ریاضی‌دان و معلم آلمانی (ز. ۱۸۱۵)
- ۹ مارس – سید جمال‌الدین اسدآبادی، الهی‌دان ایرانی (ز. ۱۸۳۸)
- ۲۹ اکتبر – هنری جرج، اقتصاددان آمریکایی (ز. ۱۸۳۹)
- ۳ نوامبر – توماس ال. کلینگمن، سیاست‌مدار آمریکایی (ز. ۱۸۱۲)

## زادروزها
- ۳۱ اوت – فردریک مارچ بازیگر آمریکایی
- ۱۲ سپتامبر – ایرن ژولیو کوری شیمی‌دان و فیزیک‌دان فرانسوی برنده جایزه نوبل
- ۴ فوریه – لودویگ ارهارد، اقتصاددان آلمانی (د. ۱۹۷۷)
- ۱۱ مارس – هنری کاول، آهنگساز آمریکایی (د. ۱۹۶۵)
- ۲۸ مارس – سپ هربرگر، بازیکن فوتبال و مربی فوتبال آلمانی (د. ۱۹۷۷)
- ۲۳ آوریل – لستر بولز پیرسون، دیپلمات، سرباز، تاریخ‌نگار، بازیکن هاکی روی یخ، و سیاست‌مدار کانادایی (د. ۱۹۷۲)
- ۲۱ مه – نیکولا آوراموف، نقاش بلغارستانی (د. ۱۹۴۵)
- ۲۷ مه – جان داگلاس کاکرافت، فیزیک‌دان بریتانیایی (د. ۱۹۶۷)
- ۱۲ ژوئن – آنتونی ایدن، سیاست‌مدار و دیپلمات بریتانیایی (د. ۱۹۷۷)
- ۱۶ ژوئن – گئورگ ویتیگ، شیمی‌دان آلمانی (د. ۱۹۸۷)
- ۱۱ اوت – انید بلایتون، نویسنده بریتانیایی (د. ۱۹۶۸)
- ۲۸ اوت – شارل بوآیه، بازیگر فرانسوی (د. ۱۹۷۸)
- ۸ سپتامبر – جیمی راجرز (خواننده)، خواننده، گیتاریست، ترانه‌سرا، و خواننده-ترانه‌سرا آمریکایی (د. ۱۹۳۳)
- ۱۰ سپتامبر – اتو اشتراسر، ژورنالیست و سیاست‌مدار آلمانی (د. ۱۹۷۴)
- ۲۵ سپتامبر – ویلیام فاکنر، نویسنده، فیلمنامه‌نویس، و شاعر آمریکایی (د. ۱۹۶۲)
- ۳ اکتبر – لویی آراگون، ژورنالیست، نویسنده، شاعر، و سیاست‌مدار فرانسوی (د. ۱۹۸۲)
- ۹ نوامبر – ادگار اندرسون، گیاه‌شناس و نسل‌شناس اهل ایالات متحده آمریکا (د. ۱۹۶۹)
- ۱۸ نوامبر – پاتریک بلاکت، سیاست‌مدار و فیزیک‌دان بریتانیایی (د. ۱۹۷۴)
- ۲۵ دسامبر – دورتی پیترسون، بازیگر آمریکایی (د. ۱۹۷۹)